# RSI Rete Due
RSI Rete Due es el segundo programa de radio de la Radiodifusión de la Suiza italiana (RSI).
Comenzó sus emisiones en 1985, únicamente en frecuencia modulada, y, al igual que SRF 2 Kultur y RTS Espace 2, su programación está dedicada  a la cultura, con espacios enfocados en la música clásica y jazz.
Al igual que Rete Tre, se recibe sólo en la zona italófona de Suiza, en los cantones de Tesino y Grisones, a través de frecuencia modulada y DAB+, y mediante streaming vía internet y por satélite en todo el mundo.